# Domingos Alves Barcelos Cordeiro
Domingos Alves Barcelos Cordeiro, primeiro e único barão de Barcelos, (São João da Barra, 4 de Agosto de 1834 — 7 de junho de 1904) foi um fazendeiro brasileiro, Doutor em Direito, formado pela Universidade de São Paulo em 1862.
Recebeu de D. Pedro II o título de “Barão de Barcelos” em 19 de Julho de 1879, logo após a visita que o imperador fez a São João da Barra para inaugurar o “Engenho Central de Barcelos” em 1878. Líder político na sua cidade, foi Presidente da Câmara Municipal em diversas gestões. Instalou a grande usina açucareira na região de São João da Barra em 1878.
Domingos foi neto de José Alves Rangel, o primeiro Barão de São João da Barra. Casou-se com sua prima Isabel Manhães Cordeiro.

## Títulos nobiliárquicos e honrarias
Barão de Barcelos
Título conferido por decreto imperial em 19 de julho de 1879.